# Graszakdrager
De graszakdrager (Epichnopterix plumella) is een vlinder uit de familie van de zakjesdragers (Psychidae). Het volwassen vrouwtje is vleugelloos en blijft in het rupsenzakje. De spanwijdte van het mannetje bedraagt zo’n 12 millimeter. De overwintering vindt plaats als rups.

## Waardplanten
De graszakdrager heeft grassen als waardplanten. De rupsenzakjes zijn in het gras goed verborgen.

## Verspreiding
Deze soort komt in geheel Europa voor met uitzondering van IJsland, Noorwegen, Zweden en Finland. Verder komt de graszakdrager in Turkije en Siberië voor.

### Voorkomen in Nederland en België
De graszakdrager is in Nederland een zeldzame en in België een vrij algemene soort. In Nederland wordt de soort vooral op zandgrond en veengrond gevonden. Door de verborgen levenswijze is de soort mogelijk algemener dan tot nu toe verondersteld. De soort kent één generatie, die vliegt van halverwege april tot halverwege juni.

## Ondersoorten
- Epichnopterix plumella plumella (Denis & Schiffermüller, 1775) (Midden- en West-Europa)
- Epichnopterix plumella pontbrillantella (Bruand, 1858) (van het Iberisch schiereiland over Zuid-Frankrijk en Zwitserland tot in Italië)
- Epichnopterix plumella kovacsi (Bruand, 1858) (Zuid-Zwitserland, Noordoost-Italië, Opper-Oostenrijk en de Balkan)
- Epichnopterix plumella heringii Heinemann, 1859 (Noordoost-Duitsland)